# مریویل (تنسی)
مریویل(به انگلیسی: Maryville) شهری در ایالت تنسی کشور ایالات متحده آمریکا است که جمعیت آن در سرشماری سال ۲۰۱۰ میلادی، ۲۷٬۴۶۵ نفر بوده‌است.